# Abtei Saint-Pierre-aux-Monts

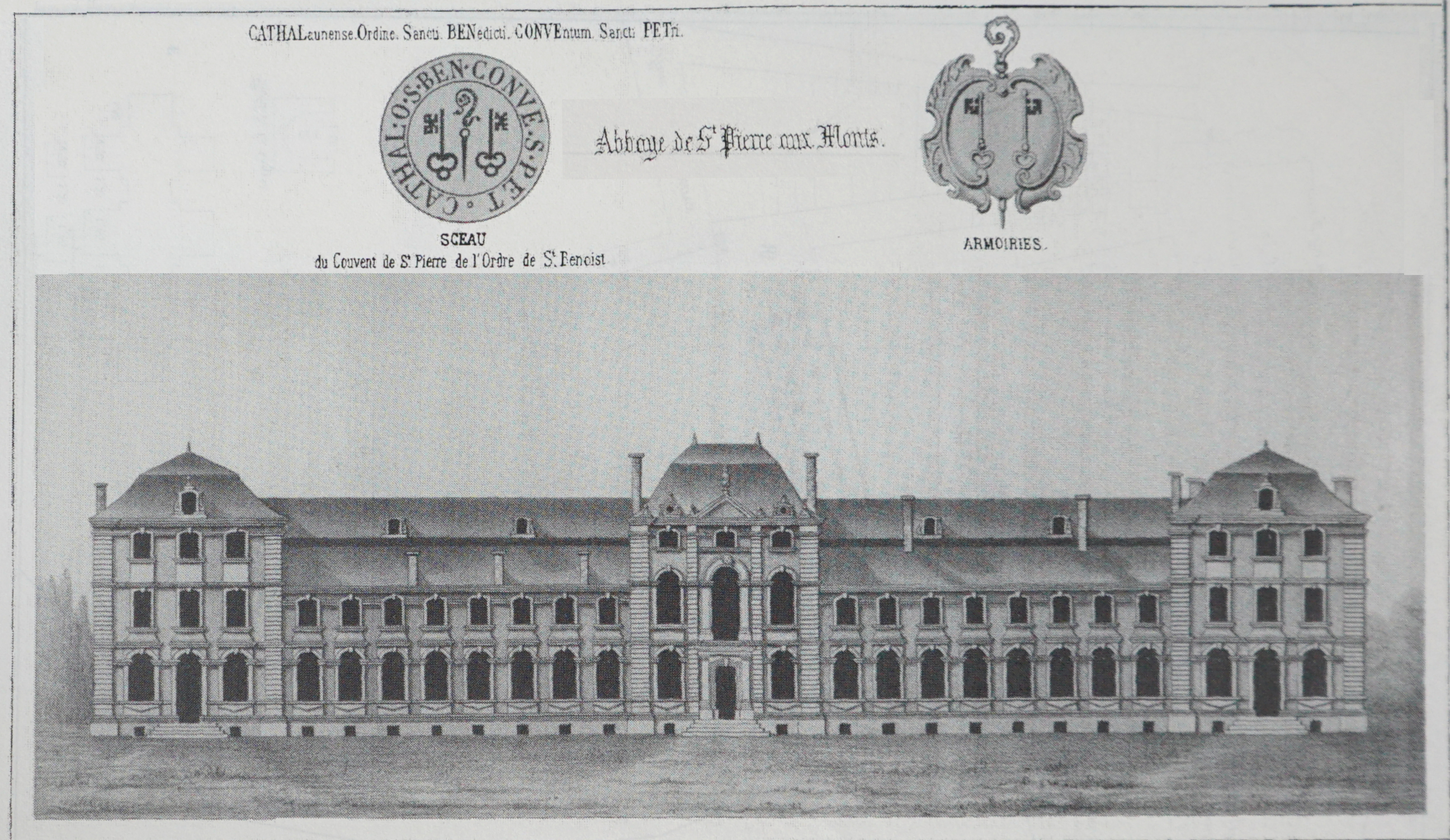
Siegel, Wappen und Aufriss der Hauptfassade der Abtei.

Die Abtei Saint-Pierre-aux-Monts war ein Benediktinerkloster im Ort Châlons-en-Champagne des Bistums Châlons im Département Marne der Champagne in Nordfrankreich. Ihr Standort beherbergt heute die Cité administrative Tirlet.

## Geschichte

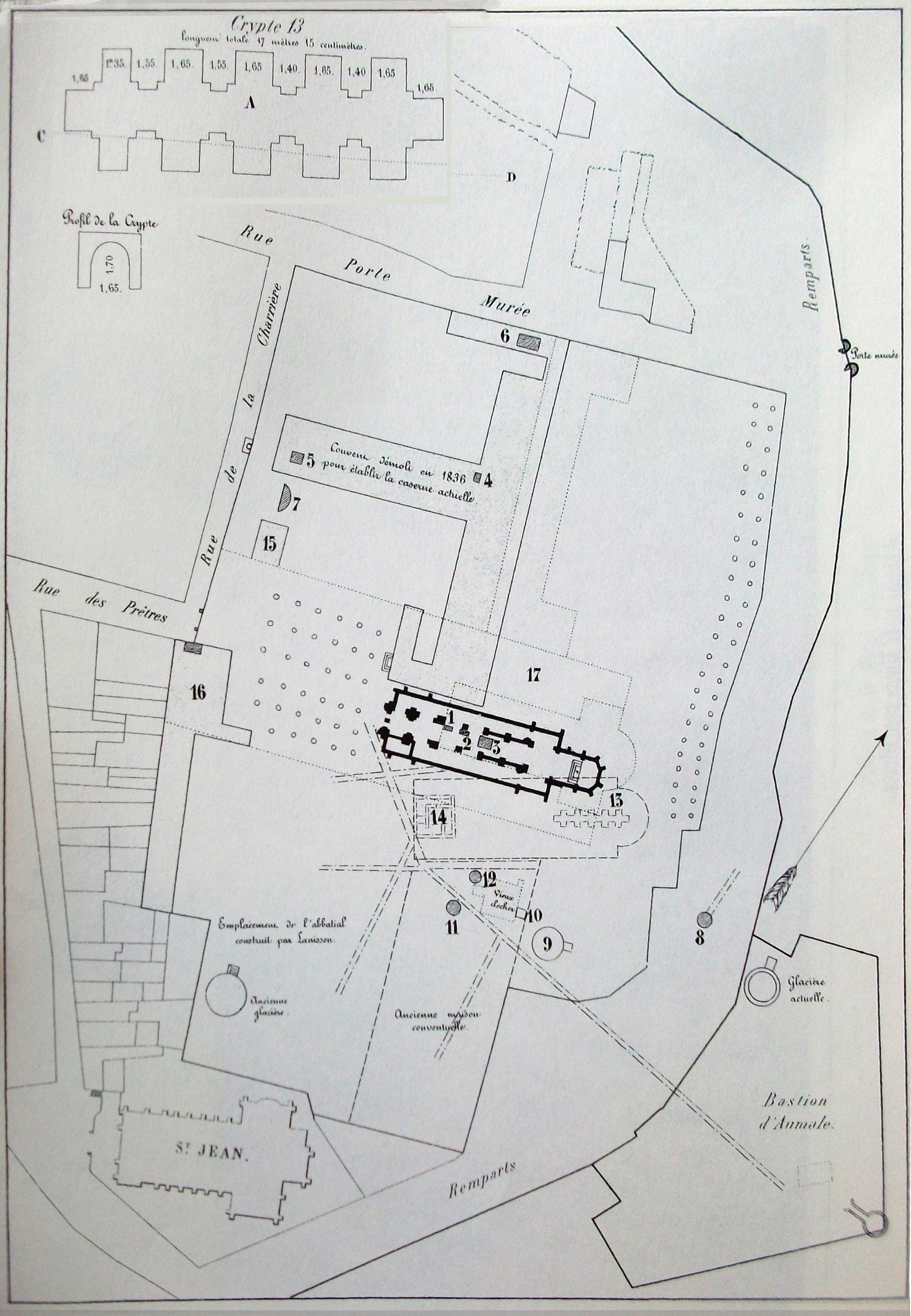
Lage innerhalb der alten Umwallung von Châlons.

Die Abtei von Saint-Pierre-aux-Monts war ein Männerkloster des Ordens des heiligen Benedikt im Osten von Chalons. Das Kloster wurde nach einigen Quellen im fünften Jahrhundert und nach anderen 660 durch Bischof Landebert gegründet.
Im Jahr 1027 wurde die Gründung der Abtei durch König Robert dem Frommen bestätigt und die neue Kirche wurde im Jahre 1034 von Bischof Roger I. von Chalons geweiht.
1114 stellte der Bischof von Châlons-en-Champagne Wilhelm von Champeaux dem Abt des Klosters Saint-Pierre-aux-Monts Bertrand eine Eigentumsurkunde über den gesamten klösterlichen Grundbesitz aus („grande charte champenoise“), wozu auch Rebland des heutigen Anbaugebiets gehörte, u. a. Hautvillers, Cumières, Aÿ und Oger, Montagne de Reims und Côte des Blancs. Diese Charta gilt als Gründungsakte des Weinbaugebietes Champagne. Diese Urkunde befindet sich heute in den Archives départementales de la Marne.
Über die Baugeschichte der Klostergebäude vor dem 18. Jahrhundert ist fast nichts bekannt. Im Jahr 1524 wurde ein Jupiter-Heiligtum auf Initiative von Abbé Pierre Lanisson, dessen Grabstein in der Kirche Notre-Dame-en-Vaux erhalten ist, rekonstruiert. Im Jahr 1713 begannen die Bistumsverantwortlichen einen aufwendigen Neubau der Klostergebäude und der Kirche. Ein erster Flügel wurde 1718 vollendet, ein zweiter Flügel 1758 begonnen. Die Kirche wurde im Jahre 1772 abgerissen, aber wegen der Revolution und der Auflösung des Klosters nie wieder aufgebaut. Die verbliebenen Gebäude wurden innerhalb einer Infanteriekaserne und Kavalleriekaserne wieder verwendet und schließlich im Jahre 1836 völlig niedergelegt.
Viele der Äbte des Klosters wurden Bischöfe von Châlons. Sie ernannten die Pfarrer von Saint-Martin.